# Línguas da Nigéria

Línguas faladas na Nigéria em 1979

O número de línguas atualmente estimado e catalogado na Nigéria é 525, Em algumas regiões da Nigéria, grupos étnicos falam mais de uma língua. O principal e oficial idioma, porém, ainda é o inglês, falado por cerca de 53% da população 
As línguas nativas da Nigéria podem ser divididas em três grandes grupos linguísticos: Línguas nigero-congolesas, línguas nilo-saharianas e línguas afro-asiaticas.  Entre as principais línguas nativas faladas na nação, podem ser citadas o Hausa (48 Milhões de falantes), o Iorubá (39,5 Milhões de falantes), o Pigdin nigeriano (30 Milhões de falantes), e o Fulfulde (22 Milhões de falantes).
1. ↑  «The Languages of Nigeria». Tomedes (em inglês). Consultado em 11 de julho de 2024
2. ↑  Ugwuanyi, Dr. Kingsley (10 de maio de 2013). «Introduction to Nigerian English». Oxford Academic. Consultado em 11 de julho de 2024
3. ↑  «Nigeria - Languages, Dialects, Ethnicities | Britannica». www.britannica.com (em inglês). 11 de julho de 2024. Consultado em 11 de julho de 2024
4. ↑  «Nigeria: languages by number of speakers 2021». Statista (em inglês). Consultado em 11 de julho de 2024